# Вольфисайм
Вольфисайм (фр. Wolfisheim) — коммуна на северо-востоке Франции в регионе Гранд-Эст (бывший Эльзас — Шампань — Арденны — Лотарингия), департамент Нижний Рейн, округ Страсбур, кантон Энайм. До марта 2015 года коммуна административно входила в состав упразднённого кантона Мюндольсайм (округ Страсбур-Кампань).
Площадь коммуны — 5,57 км², население — 3930 человек (2006) с тенденцией к росту: 3999 человек (2013), плотность населения — 718,0 чел/км².

## Население
Население коммуны в 2011 году составляло 3970 человек, в 2012 году — 3984 человека, а в 2013-м — 3999 человек.
| 1962 | 1968 | 1975 | 1982 | 1990 | 1999 | 2006 | 2008 | 2011 | 2012 | 2013 |
| ---- | ---- | ---- | ---- | ---- | ---- | ---- | ---- | ---- | ---- | ---- |
| 1679 | 1780 | 2014 | 2135 | 2674 | 3832 | 3930 | 3958 | 3970 | 3984 | 3999 |

Динамика населения:

## Экономика
В 2010 году из 2641 человек трудоспособного возраста (от 15 до 64 лет) 2072 были экономически активными, 569 — неактивными (показатель активности 78,5 %, в 1999 году — 77,1 %). Из 2072 активных трудоспособных жителей работали 1949 человек (982 мужчины и 967 женщин), 123 числились безработными (54 мужчины и 69 женщин). Среди 569 трудоспособных неактивных граждан 247 были учениками либо студентами, 188 — пенсионерами, а ещё 134 — были неактивны в силу других причин.

## Достопримечательности (фотогалерея)
- Здание мэрии
- Здание старой ратуши
- Бывшая гостиница «Ангел» (закрыта)
- Старая ферма по улице Мэрии, 30
- Старая ферма по Мельничной улице, 12
- Синагога
- Протестантская церковь Сен-Пьер
- Восстановленный старый храм